# 何塞·冈萨雷斯 (歌手)

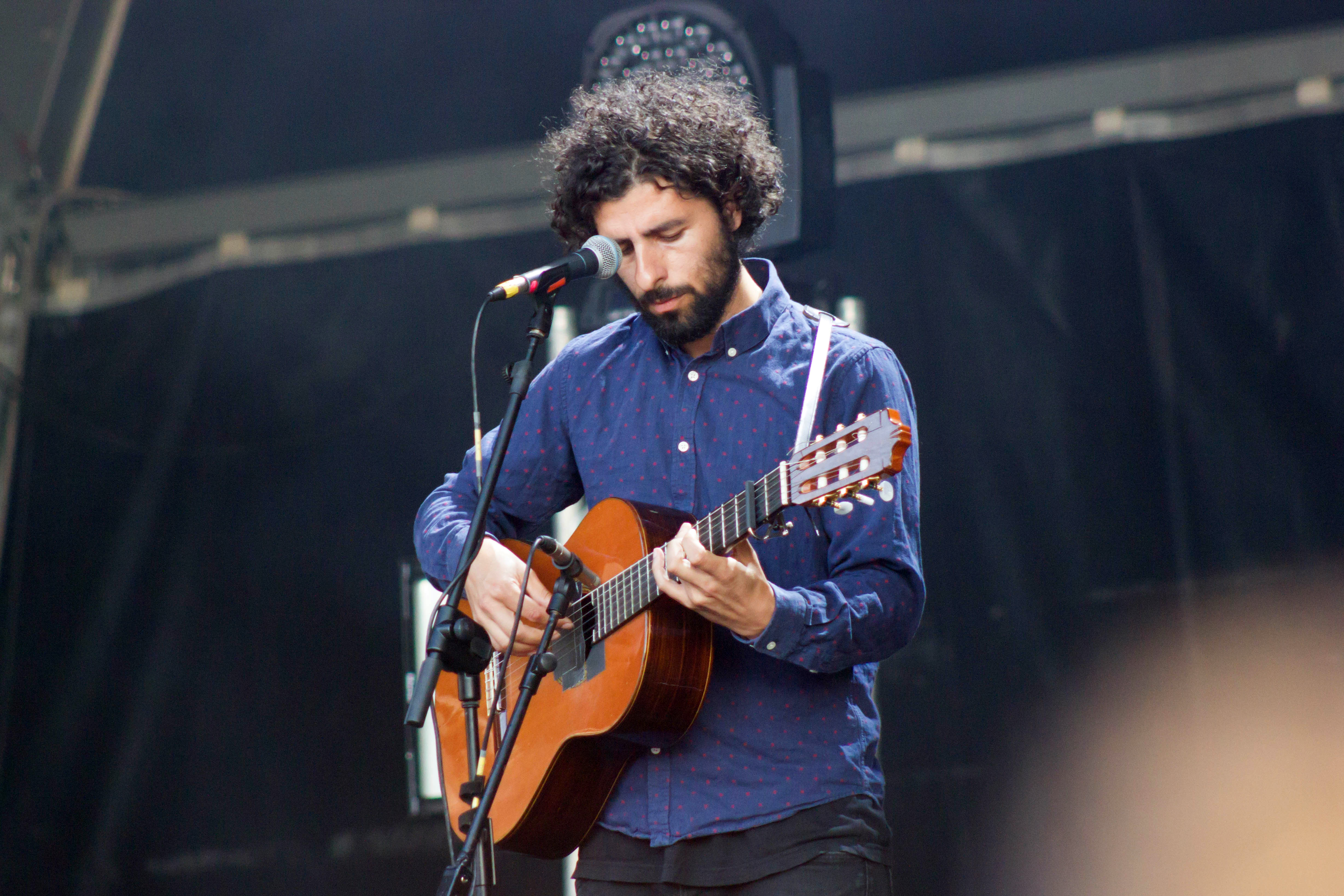
何塞·冈萨雷斯

何塞·加布里埃尔·冈萨雷斯（José Gabriel González，1978年7月31日—）是一位瑞典民谣创作型歌手、吉他手，冈萨雷斯还是瑞典民谣摇滚乐队“Junip”的成员。何塞∙冈萨雷斯的父母是阿根廷人。
何塞的父亲毕业于阿根廷圣路易斯国立大学（Universidad Nacional de San Luis），主修心理学；何塞的母亲也毕业于同一所大学，主修生物化学，两人都是政治活跃分子。1976年3月的阿根廷政变发生后，在骯髒戰爭初期，冈萨雷斯夫妇带着还是个婴儿的女儿（何塞的姐姐）逃到了巴西，接着在瑞典驻里约热内卢领事馆得到政治庇护，他們于1977年移居至瑞典哥德堡。一年后，何塞出生在哥德堡。